# Église Saint-Éphrem-le-Syriaque
Saint-Éphrem-le-Syriaque est une église catholique syriaque située dans le 5e arrondissement de Paris, dans le quartier de la Sorbonne, au 17, rue des Carmes.
Elle est dédiée à saint Éphrem, et classée monument historique depuis 1992.

## Architecture
L'édifice date du XVIIIe siècle. Il est en retrait par rapport à la rue. Le portail de l'église imite celui de Saint-André du Quirinal du Bernin.

## Histoire

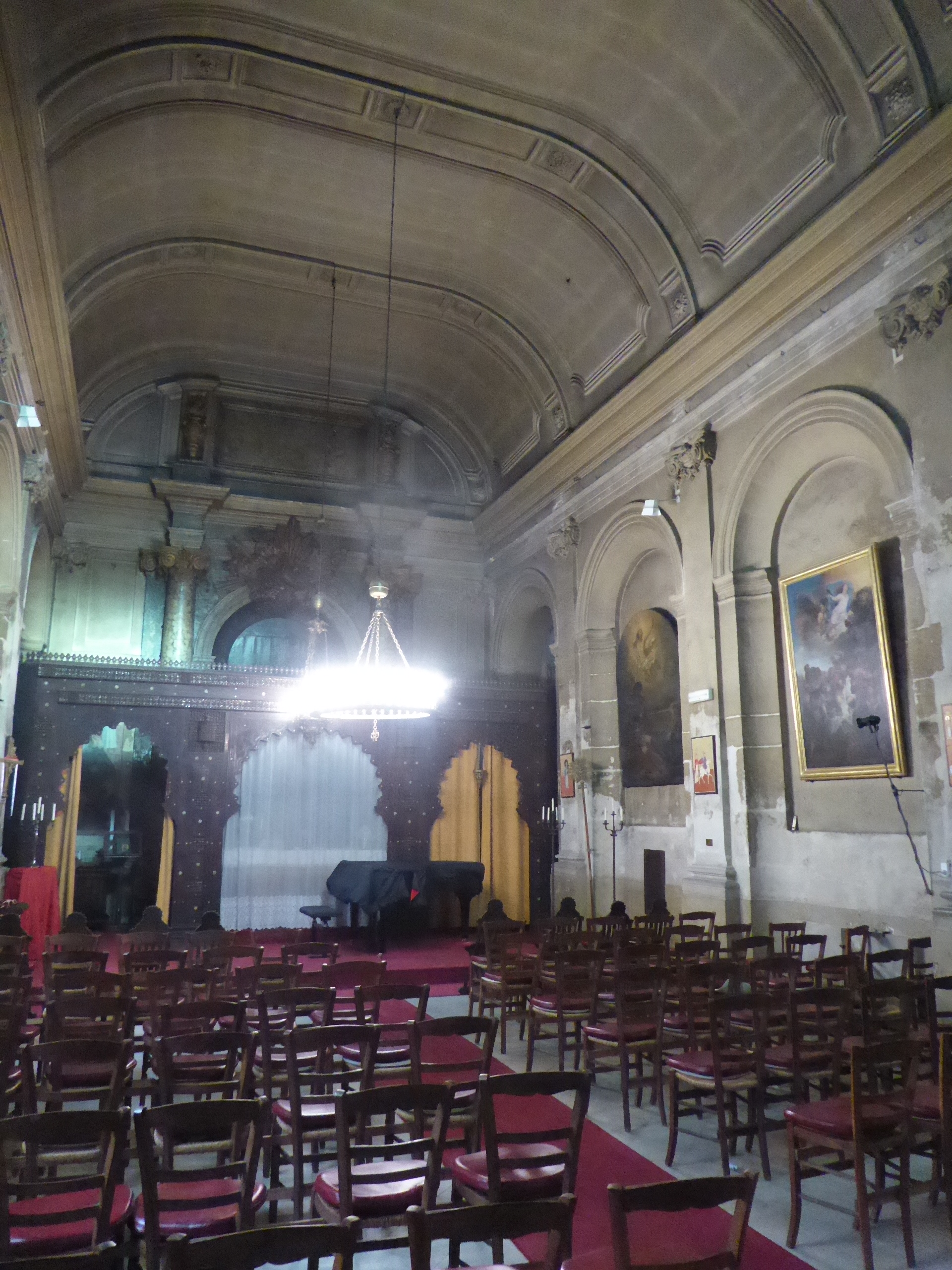
L'intérieur.

L'édifice actuel est la troisième chapelle édifiée sur le site. La première est édifiée vers 1334 : André Ghini, évêque d'Arras, transforme à cette époque son hôtel parisien en collège pour des étudiants italiens, le collège des Lombards. Ce collège est racheté en 1677 par deux prêtres irlandais qui le transforment en collège des Irlandais ; ils construisent vers 1685 une deuxième chapelle.
La chapelle actuelle est terminée en 1738 par l'architecte Pierre Boscry. Elle cesse ses activités religieuses en 1825. Elle est finalement rachetée par la mairie de Paris qui l'attribue en 1925 à la Mission syriaque catholique en France.